# غريغور فوكا
غريغور فوكا (بالإيطالية: Gregor Fučka)‏ مواليد 7 أغسطس 1971 في كراني، جمهورية يوغوسلافيا الاشتراكية الاتحادية، هو لاعب كرة سلة إيطالي من أصل سلوفيني سابق بدأ مسيرته الاحترافية في سنة 1988. يبلغ طوله 7 قدم 0.75 بوصة (2.2 م). مثّل منتخب بلاده. شارك في مسابقة كرة السلة في الألعاب الأولمبية الصيفية. اعتزل اللعب في 2011.

## فرق لعب لها
- أولمبيا ميلانو
- نادي برشلونة لكرة السلة
- فيرتوس روما

## الميداليات
| الميدالية | المسابقة                         |
| --------- | -------------------------------- |
| فضية      | بطولة أمم أوروبا لكرة السلة 1997 |
| ذهبية     | بطولة أمم أوروبا لكرة السلة 1999 |

## روابط خارجية
- غريغور فوكا على موقع الاتحاد الدولي لكرة السلة (الإنجليزية)
- غريغور فوكا على موقع الاتحاد الدولي لكرة السلة (الإنجليزية)
- غريغور فوكا على موقع الدوري الأوروبي لكرة السلة (الإنجليزية)
- غريغور فوكا على موقع الدوري الإسباني لكرة السلة (الإسبانية)
- غريغور فوكا على موقع كرة السلة الأوروبية.كوم (الإنجليزية)
- غريغور فوكا على موقع ريلجم (الإنجليزية)
- غريغور فوكا على موقع بروبوليرز (الإنجليزية)
- غريغور فوكا على موقع سبورتس رفرنس (الإنجليزية)
- غريغور فوكا على موقع أوليمبيديا (الإنجليزية)